# Бой при Твифонтейне
В бою при Твифонтейне (англ. Battle of Tweefontein) или в бою за Грункоп (англ. Battle of Groenkop) 25 декабря 1901 года бурские коммандос главного коменданта Христиана Де Вета застали врасплох и нанесли поражение силам имперских йоменов майора Уильямса.

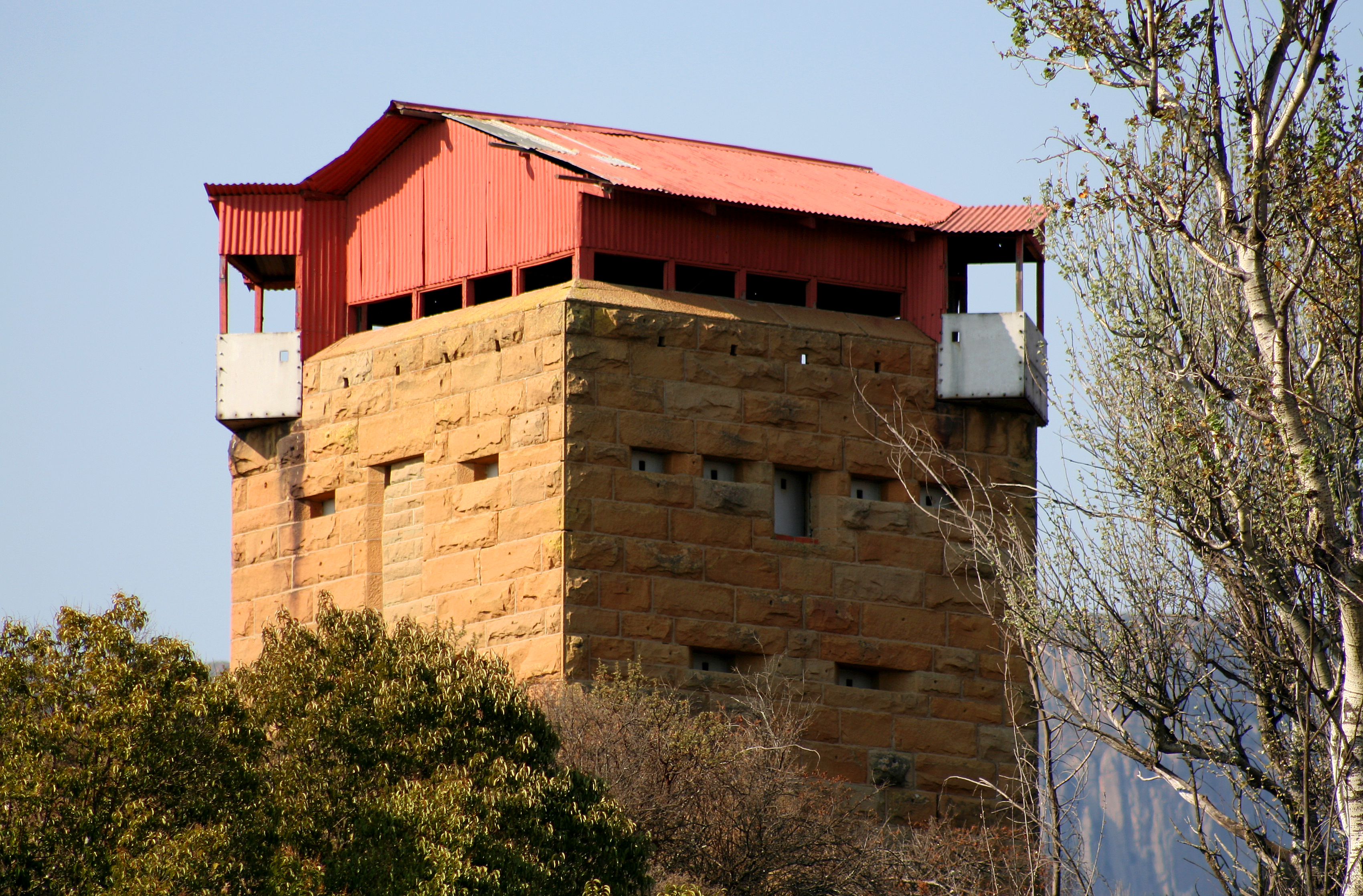
Блокгауз возле Гаррисмита
(современное состояние)

В рамках стратегии лорда Китченера британцы построили ряды блокгаузов и протянули колючую проволоку через вельд, чтобы ограничить передвижения бурских партизан и поймать их в ловушку британскими мобильными колоннами.
Одна линия блокпостов простиралась от Гаррисмита до фермы Траду, в 25 милях (40 км) к востоку от Бетлехема. Для защиты сооружения генерал-майор Лесли Рандл развернул четыре рассредоточенных отряда. Одним из них командовал майор Ф. А. Уильямс, который с 550 солдатами, в основном из 11-го батальона Имперских йоменри, 15-фунтовой пушкой и пом-помом удерживал холм Грункоп высотой 200 футов (61 м) возле фермы Твифонтейн. Солдаты жили в палатках на вершине холма.
К концу 1901 года партизанский отряд Де Вета обосновался в северо-восточной части Оранжевого Свободного Государства возле поселков Линдли, Бетлехем и Рейц. 28 ноября Де Вет созвал военный совет возле Рейца.  Бурские командиры решили нанести удар по линии блокпостов.
Де Вет в течение трех дней тщательно осматривал позиции Грункопа. Он отметил, что британцы разместили своих часовых на вершине отвесной западной стороны холма, а не внизу, где они могли своевременно предупредить об атаке. Командир буров решил взобраться на западную сторону по оврагу.
В 2 часа ночи на Рождество коммандос Де Вета гуськом поднялись по крутому склону, сняв ботинки, чтобы свести к минимуму любой шум. Неожиданность была почти полной. Бурам удалось подобраться к вершине, прежде чем часовой окликнул их. Буры поднялись на гребень холма и оттуда открыли огонь по расположенным в ложбине палаткам со спящими английскими солдатами. Затем в криками "Штурм! Штурм!" бросились вперед. Британцы попытались отстреливаться, но в темноте и суматохе не смогли оказать организованное сопротивление и, потеряв 68 убитыми и 77 ранеными, а также своего командира, примерно через 40 минут боя сдались.
Де Вет ушел на рассвете с 206 пленными, а также двумя пушками, винтовками, двадцатью фургонами с боеприпасами и палатками, а также 500 лошадьми и мулами.